# La–15
A Lavocskin La–15 (NATO-kódja: Fantail) az 1940-es évek végén a Szovjetunióban kifejlesztett sugárhajtású vadászrepülőgép. A La–15 az első generációs szovjet vadászrepülőgépek közé tartozik, amelyeket a Nagy-Britanniából beszerzett, majd lemásolt és a Szovjetunióban gyártott első gázturbinás sugárhajtóművek felhasználásával terveztek kialakítani.

## Története
A Szovjetunió első sugárhajtású harci repülőgépeinek kialakításánál központi kérdés volt egy megbízható és megfelelő teljesítményű gázturbinás sugárhajtómű kifejlesztése. Az 1940-es évek közepén a Szovjetunió a hajtóművek területén jelentős lemaradásba került Németországhoz és az angolszász országokhoz képest. Az első szovjet sugárhajtóműveket zsákmányolt német hajtóművek (például Junkers Jumo 004 és BMW 003) alapján készítettek, később pedig a Szovjetunió Nagy-Britanniából szerzett be gázturbinás sugárhajtóműveket. A Lavocskin tervezőiroda több tervet is kidolgozott egy sugárhajtóműves vadászrepülőgép kialakítására. Az első volt a „168-as gyártmány” (vagy La–168) 1947-ben, majd ezt követte 1948-ban a „176-os gyártmány” (La–176), amelyek a Rolls–Royce Derwent V és Rolls–Royce Nene sugárhajtóművekkel repültek. Előbbit RD–500, utóbbit RD–45 típusjellel később a Szovjetunióban is gyártottak.
A Rolls–Royce Derwent hajtóművel szerelték fel a „174-es gyártmányt” (La–174), amely a La–168 alapján, azzal párhuzamosan készült. A La–174 első prototípusának repülésére 1948. január 8-án, 9 nappal a konkurens MiG–15 első repülése után került sor. 1948. május 11-én azonban az első prototípus a kísérleti repülés során fellépett vibráció miatt lezuhant. A berepülések ennek ellenére tovább folytatódtak a javított második prototípussal, a La–174D-vel. 1948. augusztustól szeptember 25. között zajlottak a hatósági vizsgák, amelyek sikeresen végződtek. A MiG–15-tel összehasonlítva a La–174D ugyanazzal a Rolls–Royce Nene hajtóművel ugyanakkora maximális sebességet ért el, de jobb volt a manőverezőképessége. Még az év szeptemberében döntöttek a sorozatgyártásról.
A La–15-ből mindössze 235 db készült. Kifejlesztették a La–180 típusjelű kétüléses kiképző-gyakorló változatát, amelyet végül La–15UTI típusjellel gyártottak, de a típus iránti érdeklődés megcsappanása miatt mindössze 2 db készült. A sorozatgyártást a 21. számú gorkiji repülőgépgyár, valamint a 292. számú szaratovi repülőgépgyár végezte. Az addig La–174 típusjelű gép 1949-ben kapta a végleges La–15 elnevezést. A sorozatgyártás során további módosításokat végeztek a repülőgépen. A sorozatgyártású változatok legnagyobb sebessége 1026 km/h lett.
A La–15 népszerű volt a pilóták körében. Jól manőverező, könnyen kezelhető repülőgép volt, a pilótafülkéjét pedig túlnyomásosra alakították ki. Az időközben sorozatgyártásba került, az RD–45 továbbfejlesztésével készült Klimov VK–1 gázturbinás sugárhajtóművel felszerelt La–168 és La–176 jobb teljesítményt nyújtott a MiG–15-nél, de bonyolultabb kialakítása miatt a kiszolgálása időigényesebb volt. A sorozatgyártású példányok azonban a Klimov RD–500 hajtóművet kapták. A Szovjetunió Minisztertanácsa 1949. május 14-én egy sugárhajtású vadászrepülőgép sorozatgyártása mellett döntött, a MiG–15 gyártását támogatva, a La–15 gyártását pedig beszüntették. A MiG–15 kisebb teljesítményű volt ugyan, de szerkezeti kialakítása egyszerűbb, így alkalmasabb és olcsóbb volt a nagy tömegű sorozatgyártásra.

## Alkalmazása
Az első La–15 vadászrepülőgépek 1949 márciusában kerültek a Szovjet Légierőhöz. 1949. április 19-én egy La–15-ből hajtották végre a Szovjetunióban az első – nem kísérleti – katapultálást a repülőgép fedélzetén keletkezett tűz miatt. Májusban további gépek érkeztek a típust üzemeltető 196. vadászrepülő-ezredhez. Május 28-án és július 21-én az ezred további két gépet veszített el. A Szovjet Légierő 1954-ig üzemeltette a típust.

## Szerkezeti kialakítása

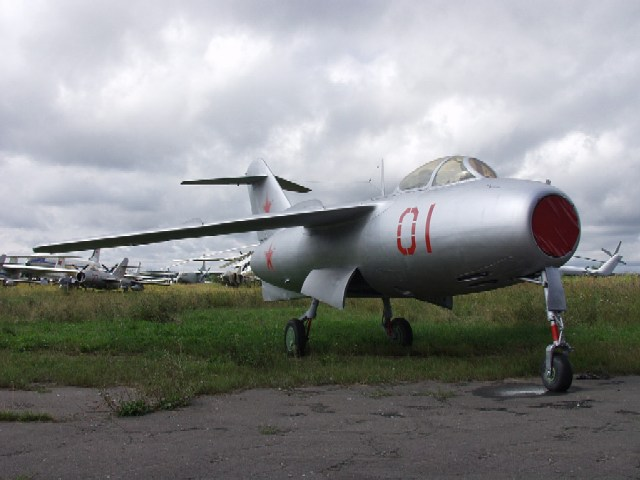
La–15 szemből

A La–15 teljesen fémépítésű, dúralumíniumból készült egyhajtóműves repülőgép, törzse félhéjszerkezetű. Kora tervezési elveinek megfelelően a levegőbeömlő nyílásokat a repülőgép orr-részén helyezték el. Felsőszárnyas kialakítású, 37°20’-os nyilazott szárnyakkal. A szárnyak negatív V-beállításúak, a beállítás szöge -6°. Mindegyik szárnyon a felső felületükön két-két terelőlap található. A vízszintes vezérsík a függőleges vezérsíkon, annak a felső részén helyezkedett el. Futóműve hárompontos elrendezésű. A főfutók és az orrfutó is a törzsbe behúzható. A pilótafülke hermetizált, túlnyomásos, a pilóta katapultülésben foglalhatott helyet. A törzs hátsó részén, kétoldalt hidraulikus működtetésű féklapok találhatók. A Klimov RD–500 gázturbinás sugárhajtóművet a törzs hátsó részében helyezték el. A hajtómű javításához és cseréjéhez a törzs hátsó része egy egységként leszerelhető. Az összesen 1100 liter üzemanyag számára a törzsben 5 db üzemanyagtartály állt rendelkezésre. A repülőgépet RSZI–6 rádió-adóvevővel, RPKO–10M rádió-iránymérővel, AFA–IM fényképezőgéppel, fotógéppuskával, valamint saját-ellenség jeladóval szerelték fel. Fegyverzetét a törzs pilótafülke alatti részében elhelyezett 3 db Nugyelman–Szuranov NSZ–23 típusú 23 mm-es gépágyú alkotja, egyenként 100 db-os lőszerjavadalmazással. A gépágyúkhoz ASZP–1N giroszkópos célzóberendezést alkalmaztak.

## Műszaki adatai

### Tömeg- és méretadatok
- Hossz: 9,56 m
- Fesztáv: 8,83 m
- Szárnyfelület: 16,2 m²
- Üres tömeg: 2575 kg
- Felszálló tömeg: 3850 kg

### Hajtóművek
- Hajtóművek száma: 1 db
- Hajtómű típusa: Klimov RD–500
- Tolóerő: 15,6 kN

### Repülési adatok
- Legnagyobb sebesség:1026 km/h
- Hatósugár 1170 km
- Szolgálati csúcsmagasság: 13 000 m
- Szárny felületi terhelése: 238 kg/m²